# Trolejbusová doprava v Mogilevu
V běloruském městě Mogilev je provozována trolejbusová doprava.
Trolejbusy v Mogilevu vyjely poprvé do ulic 19. ledna 1970, na lince 1, která vedla z Nádraží (Vokzal, Вокзал) do vesnice Kujbyšava (Куйбышава). Síť zajišťuje provoz na 6 linkách přibližně 107 vozidel Běloruské výroby. 